# Ivi López
Iván López Álvarez (Madrid, España, 29 de junio de 1994) es un futbolista español que juega como centrocampista en la Raków Częstochowa de la Ekstraklasa de Polonia.

## Trayectoria
Se inició en los filiales del C. U. C. Villalba y terminó su formación en el Getafe C. F. El 24 de febrero de 2013 debutó en la Segunda División B con el Getafe C. F. "B" en una victoria por 2-0 contra el Zamora C. F.. Continuó durante la temporada 2013-14 en el filial y marcó dos goles en la victoria por 3-0 ante el Real Unión Club. El 27 de marzo de 2014 hizo su debut con el primer equipo en Primera División tras sustituir Pablo Sarabia en la derrota por 0-1 ante el Villarreal C. F.
El 16 de junio de 2015 se incorporó al Sevilla Atlético Club, donde disputó dos temporadas en las que jugó 35 partido, marcó catorce goles y dio siete asistencias.  De cara a la campaña 2017-18 fichó por el Levante U. D. El 27 de julio de 2018 fue cedido al Real Valladolid C. F., del que se desvinculó para ser nuevamente cedido al Real Sporting de Gijón el 31 de enero de 2019. El 13 de agosto se anunció su cesión a la S. D. Huesca, club que abandonó en enero de 2020 tras jugar siete partidos para ser prestado a la S. D. Ponferradina.
El 2 de septiembre de 2020 firmó por el Raków Częstochowa de la Ekstraklasa de Polonia. En su primer año en el equipo marcó uno de los goles en la final de la Copa de Polonia, consiguiendo el triunfo y siendo esta la primera en la historia del club, además de lograr la clasificación para la Liga Europa Conferencia de la UEFA, primera vez que la entidad disputaría competiciones europeas.

## Clubes
| Club                            | País    | Año       |
| ------------------------------- | ------- | --------- |
| Getafe C. F. "B"                | España  | 2013-2015 |
| Sevilla Atlético Club           | España  | 2015-2017 |
| Levante U. D.                   | España  | 2017-2020 |
| Real Valladolid C. F. (cedido)  | España  | 2018-2019 |
| Real Sporting de Gijón (cedido) | España  | 2019      |
| S. D. Huesca (cedido)           | España  | 2019-2020 |
| S. D. Ponferradina (cedido)     | España  | 2020      |
| Raków Częstochowa               | Polonia | 2020-     |

## Palmarés

### Títulos nacionales
| Título               | Club              | País    | Año  |
| -------------------- | ----------------- | ------- | ---- |
| Copa de Polonia      | Raków Częstochowa | Polonia | 2021 |
| Supercopa de Polonia | Raków Częstochowa | Polonia | 2021 |
| Copa de Polonia      | Raków Częstochowa | Polonia | 2022 |
| Supercopa de Polonia | Raków Częstochowa | Polonia | 2022 |
| Ekstraklasa          | Raków Częstochowa | Polonia | 2023 |